# ألكساندرا كاستيلو
ألكساندرا كاستيلو (بالإسبانية: Alexandra Castillo)‏ هي راقصة وممثلة تشيلية، ولدت في 14 يونيو 1971 في سانتياغو في تشيلي.

## أعمال

### أفلام
- اليوم السادس[3]

## وصلات خارجية
- ألكساندرا كاستيلو على موقع IMDb (الإنجليزية)
- ألكساندرا كاستيلو على موقع قاعدة بيانات الفيلم (الإنجليزية)